# Crenicichla jurubi
Crenicichla jurubi és una espècie de peix de la família dels cíclids i de l'ordre dels perciformes.

## Morfologia
Els mascles poden assolir els 30,3 cm de longitud total.

## Distribució geogràfica
Es troba a Sud-amèrica: conca del riu Uruguai al Brasil.